# Lang Da Huệ Giác
Lang Da Huệ Giác (zh: 瑯琊慧覺, ja: Rōya Ekaku, ?-?), thiền sư Trung Quốc, thuộc Tông Lâm Tế, từng sống dưới thời nhà Tống. Sư là pháp tử của Thiền sư Phần Dương Thiện Chiêu và có những môn đệ xuất sắc như Định Huệ Siêu Tín, Trường Thủy Tử Tuyền. Đương thời, sư khá nổi tiếng với công cuộc hoằng pháp của mình và cùng với Thiền sư Tuyết Đậu Trọng Hiển của Tông Vân Môn được tùng lâm xưng tụng là Nhị Vị Cam Lồ Môn (hai cửa cam lồ môn).

## Tiểu sử
Sư quê ở Tây Lạc, lúc sư còn nhỏ, cha là Thái thú Hành Dương và nhậm chức ở tỉnh Hồ Nam. Không may cha sư bị bệnh và qua đời, theo tinh thần hiếu nghĩa, sư cùng mọi người đưa quan tài cha về an táng ở quê nhà. Trên đường, sư có ghé qua chùa Dược Sơn ở Lễ Dương, có lẽ vì cảm mến đạo phật và thấu rõ sự vô thường ở đời nên sau khi an táng cha xong sư đã quay trở lại và xuất gia tu hành tại đây.
Sư từng đến tham vấn với nhiều vị Thiền sư đương thời và cuối cùng đạt kiến tính nơi hội của Thiền sư Phần Dương Thiện Chiêu và được nối pháp của vị này. Sau đó sư đến núi Lang Da ở Trừ Châu, tỉnh An Huy và bắt đầu xiển dương thiền pháp của Tông Lâm Tế. và rất được thịnh hành, từng có nhiều vị tăng hành cước đến nhập thất tham học.

Sư có để lại nhiều công án Thiền, dưới đây là công án sư trả lời tăng về yếu chỉ thiền lý Khách- chủ của Tông Lâm Tế:
Tăng hỏi: -Thế nào là khách trong khách?
Sư đáp: -Tay ôm sách, kiếm yết kiến minh quân.
Tăng hỏi: -Thế nào là chủ trong khách?
Sư đáp: -Cuốn rèm rồi mà không thể thấy.
Tăng hỏi: -Thế nào là chủ trong khách?
Sư đáp: -Canh ba qua bến Mạnh.
Tăng hỏi: -Thế nào là chủ trong chủ?

Sư đáp: -Ngồi riêng động đất trời.
Sau đó, sư an nhiên thị tịch tại bản sơn núi Lang Da, chúng trà tỳ xây tháp thờ sư tại đây. Vua ban hiệu là Quảng Chiếu Thiền sư.